# Lutz Wanja
Lutz Wanja   (Brandenburg an der Havel, 6 de juny de 1956) és un nedador alemany, ja retirat, especialista en esquena, que va competir sota bandera de la República Democràtica Alemanya durant la dècada de 1970. La seva dona, Barbara Krause, també fou una destacada nedadora.
El 1972 va prendre part en els Jocs Olímpics d'Estiu de Múnic, on va disputar dues proves del programa de natació. Fou sisè en els 100 metres esquena, mentre en els 200 metres esquena quedà eliminat en sèries. Quatre anys més tard, als Jocs de Mont-real va tornar a disputar les mateixes proves del programa de natació. Fou cinquè en els 100 metres esquena, mentre en els 200 metres esquena tornà a quedar eliminat en sèries.
En el seu palmarès destaquen una medalla de bronze en els 100 metres esquena al Campionat del Món de natació de 1973 i dues medalles de plata i una de bronze al Campionat d'Europa de natació de 1974 i 1977.
Un cop retirat va exercir d'entrenador de natació i va participar en el programa de dopatge de l'Alemanya de l'Est. En particular, Jörg Hoffmann va admetre el 1988 que Wanja li proporcionà l'esteroide anabòlic Oral-Turinabol.